# 3157 Novikov
3157 Novikov (1973 SX3) là một tiểu hành tinh vành đai chính được phát hiện ngày 25 tháng 9 năm 1973 bởi L. Zhuravleva ở Nauchnyj.